# Praia Grande (São Tomé)
Praia Grande é uma aldeia de São Tomé e Príncipe, localiza-se no Distrito de Caué, ilha de São Tomé, próxima às localidades de Vila Aida, Celeste e Novo Brasil.